# Palpinus laevis
Palpinus laevis is een hooiwagen uit de familie Cosmetidae.